# Seelenkapelle St. Michael (Jettingen-Scheppach)

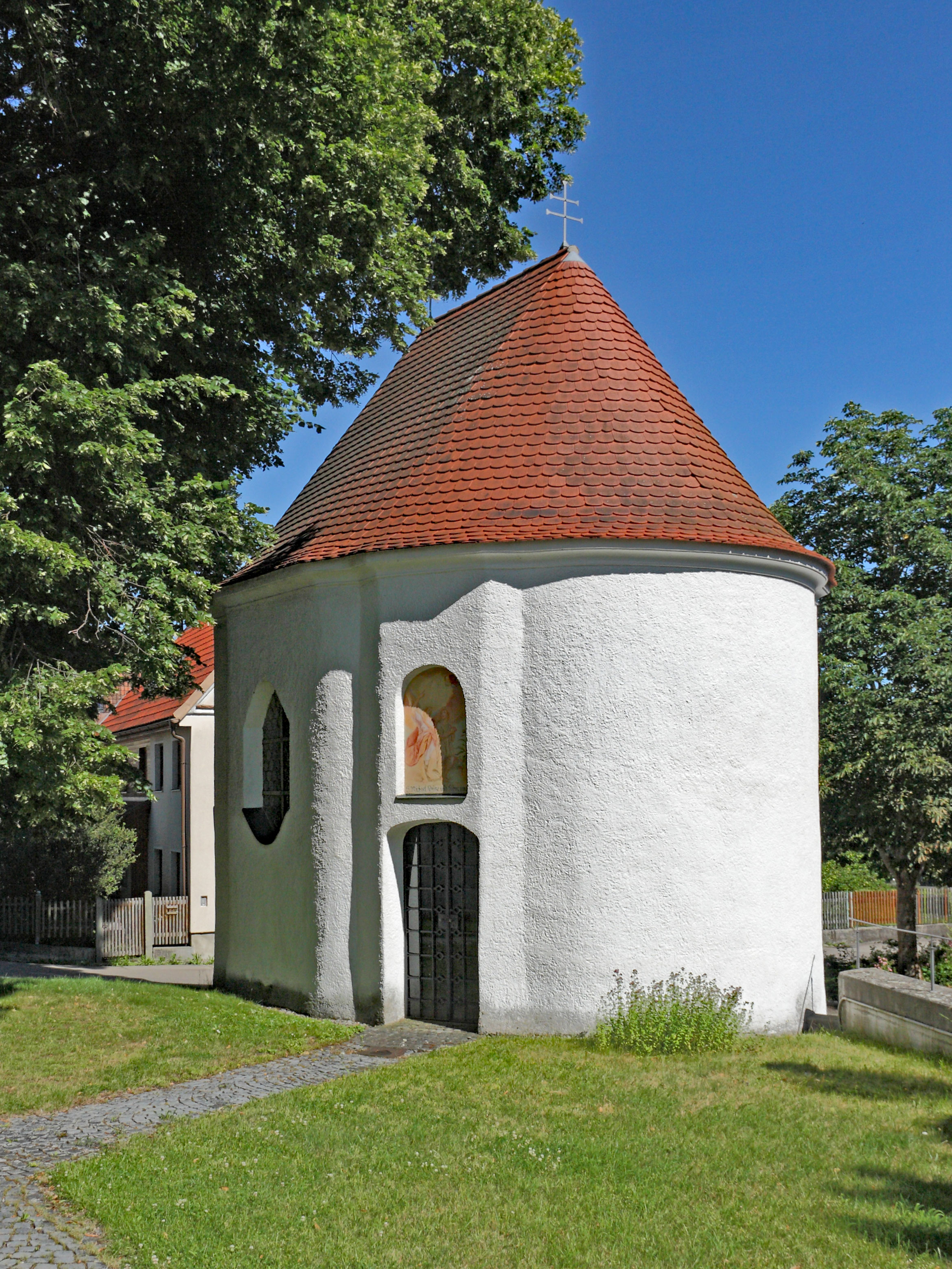
Seelenkapelle St. Michael in Jettingen

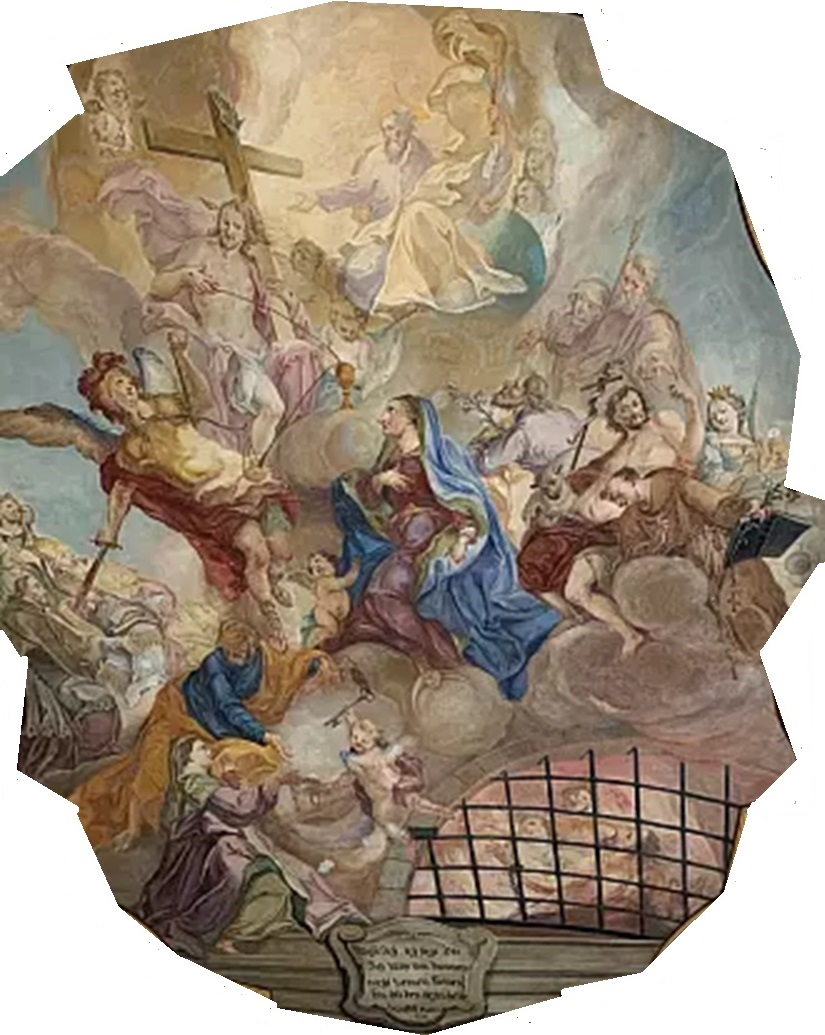
Deckenfresko

Die römisch-katholische Kapelle St. Michael, auch Seelenkapelle genannt, steht südlich neben dem Chor der Pfarrkirche St. Martin in Jettingen, einem Gemeindeteil von Jettingen-Scheppach im schwäbischen Landkreis Günzburg in Bayern. Das Bauwerk ist als Baudenkmal unter der Nr. D-7-74-144-18 eingetragen.

## Beschreibung
Die Kapelle ist dem Erzengel Michael als dem Geleiter der Verstorbenen in den Himmel gewidmet und dient der Fürbitte für die armen Seelen.
Der mit einem Zeltdach bedeckte Zentralbau auf ovalem Grundriss wurde 1766 nach einem Entwurf von Joseph Dossenberger erbaut. Der plastische und gemalte Stuck und die Deckenmalerei im Innenraum stammen von Johann Anwander. Das Deckengemälde zeigt den Erzengel Michael, die Gottesmutter Maria und weitere Heilige als Fürbitter für die Seelen im Fegefeuer.